# Júlio César (football, 1978)
Pour les articles homonymes, voir Júlio César et César.
Júlio César Santos Correa, plus communément appelé Júlio César, est un footballeur brésilien né le 18 novembre 1978 à São Luís (Brésil). Il évoluait au poste de défenseur central.

## Biographie

### Joueur
Júlio César évolue dans pas moins de 18 clubs au cours de sa carrière,.
Il joue dans pas moins de onze pays différents : au Mexique, au Honduras, en Espagne, en Italie, au Portugal, en Autriche, en Angleterre, en Grèce, en Roumanie, en Turquie, et enfin aux États-Unis.
Il dispute notamment 125 matchs en première division espagnole, inscrivant six buts, et 21 matchs en Ligue des champions de l'UEFA, marquant deux buts.
En l'an 2000, il dispute avec le Real Madrid les quarts de finale de la Ligue des champions face à Manchester United, puis les demi-finales face au Bayern Munich. Il ne joue en revanche pas la finale remportée face au Valence CF.

### Entraîneur
De janvier à juin 2019, il entraîne le club espagnol du CD Cristo Atlético (en),.
Il est brièvement entraîneur du Olimpik Donetsk durant le mois de juillet 2019,.

## Palmarès
| Real Madrid - Ligue des champions (1) : - Vainqueur : 1999-2000. |  | Austria Vienne - Championnat d'Autriche (1) : - Champion : 2002-03 |  | Tigres UANL - InterLiga (en) (1) : - Vainqueur : 2006. |

| Olympiakos - Championnat de Grèce (2) : - Champion : 2006-07 et 2007-08 - Coupe de Grèce (1) : - Vainqueur : 2007-08 |  | Sporting de Kansas City - Coupe des États-Unis (1) : - Vainqueur : 2012 |